# Naturschutzgebiet 'Scheerweihergebiet bei Schalkhausen'
Naturschutzgebiet 'Scheerweihergebiet bei Schalkhausen' este o arie protejată (arie specială de conservare — SAC, sit de importanță comunitară — SCI) din Germania întinsă pe o suprafață de 52,85 ha, integral pe uscat.

## Localizare
Centrul sitului Naturschutzgebiet 'Scheerweihergebiet bei Schalkhausen' este situat la coordonatele 49°18′34″N 10°30′54″E / 49.3094°N 10.515°E.

## Înființare
Situl Naturschutzgebiet 'Scheerweihergebiet bei Schalkhausen' a fost declarat sit de importanță comunitară în martie 2001 pentru a proteja 9 specii de animale. Situl a fost protejat și ca arie specială de conservare în aprilie 2016.

## Biodiversitate
Situată în ecoregiunea continentală, aria protejată conține 4 habitate naturale: Lacuri eutrofice naturale cu vegetație de tip Magnopotamion sau Hydrocharition, Pajiști uscate seminaturale și facies de acoperire cu tufișuri pe substraturi calcaroase (Festuco-Brometalia) (* situri importante pentru orhidee), Liziere de ierburi înalte hidrofile de câmpie și de nivel montan până la alpin, Fânețe de joasă altitudine (Alopecurus pratensis, Sanguisorba officinalis).
La baza desemnării sitului se află mai multe specii protejate:
- păsări (6): erete de stuf (Circus aeruginosus), ciocănitoarea de stejar (Dendrocopos medius), ciocănitoare neagră (Dryocopus martius), sfrâncioc roșiatic (Lanius collurio), gaia roșie (Milvus milvus), ciocănitoare verzuie (Picus canus)
- amfibieni (1): triton cu creastă (Triturus cristatus)
- nevertebrate (2): Osmoderma eremita Complex, Vertigo angustior

Pe lângă speciile protejate, pe teritoriul sitului au mai fost identificate 1 specie de amfibieni, 1 specie de reptile.